# Керосиновая лампа

Керосиновый фонарь «Летучая мышь». Наверху виден металлический теплообменник, позволявший подогревать воздух для горелки.

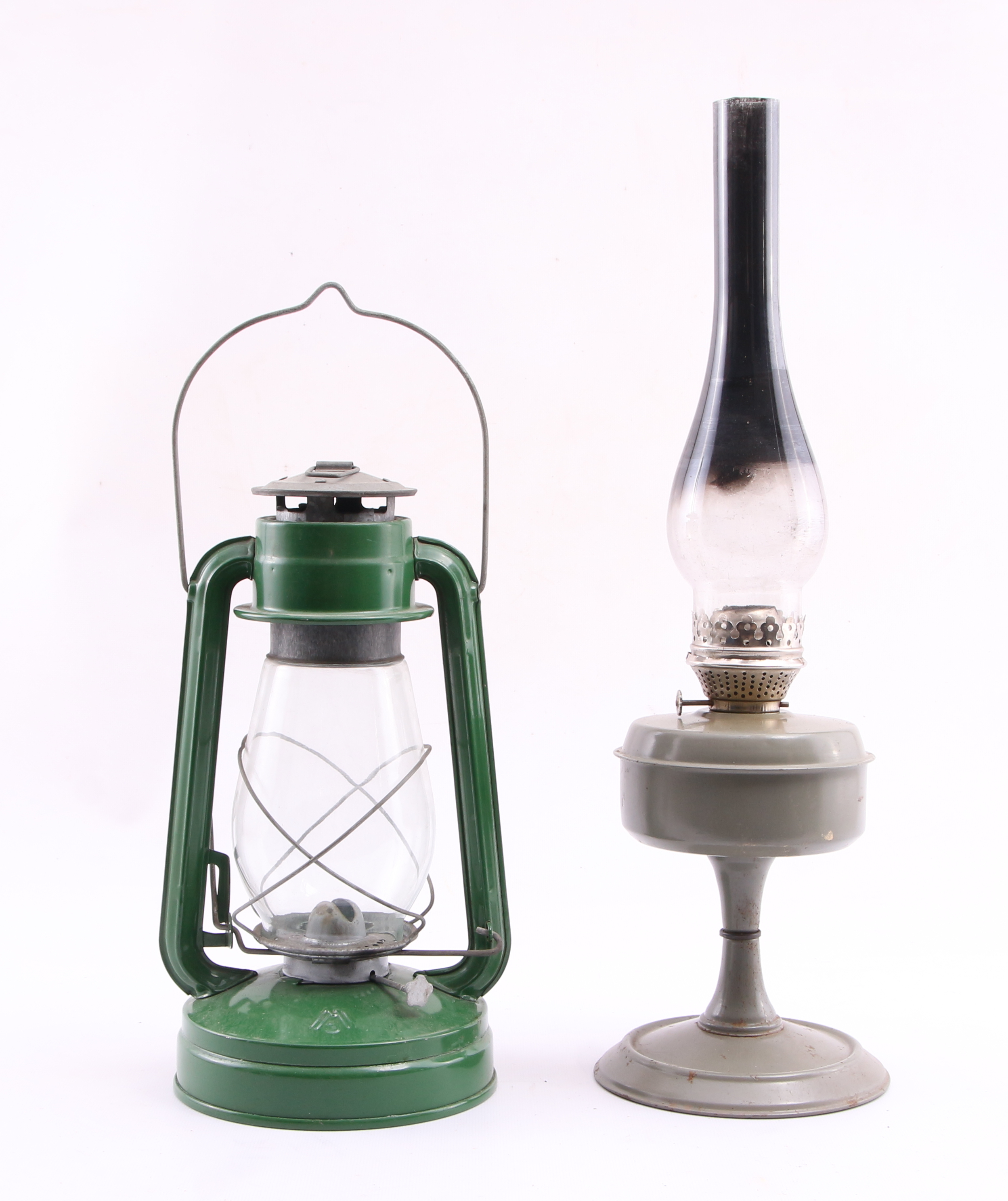
Керосиновая лампа "летучая мышь" и настольная керосиновая лампа производства СССР

Кероси́новая ла́мпа — светильник, работающий на основе сгорания керосина. Была популярна в XIX — начале XX века, но после широкого внедрения электрического освещения керосиновые лампы используются в основном там, где нет централизованного электроснабжения, в качестве аварийных на случай отключения электроэнергии, а также туристами.

## Историческая справка

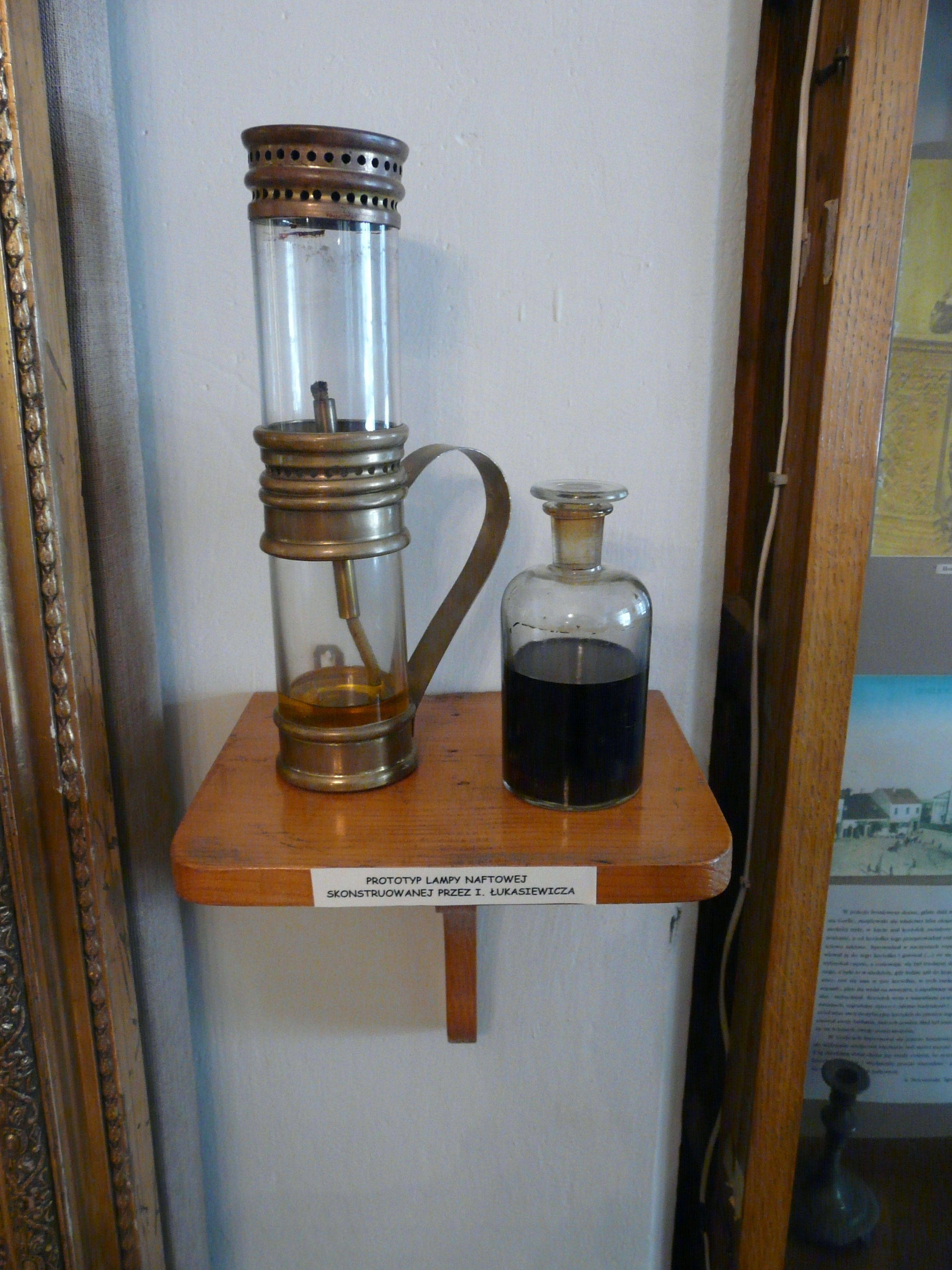
Керосиновая лампа Игнатия Лукасевича

Первый прототип керосиновой лампы — нефтяная лампа — была описана Ар-Рази в Багдаде IX века. Несмотря на известность процесса перегонки углеводородов и доступность лёгких продуктов перегонки, они не находили широкого применения в освещении. До середины XIX века в освещении господствовали растительные и животные жиры, сжигаемые в масляных лампах. Развитие масляных ламп к началу XIX века привело к появлению сложных конструкций, увеличивающих площадь горения, с принудительной подачей топлива, с увеличением полноты сгорания (см. например Аргандова лампа, лампа Дэви, Carcel burner). Замена масел на керосин сразу уменьшила образование отложений в лампах и повысила яркость. Высокие текучесть и испаряемость керосина позволили упростить конструкцию масляных ламп, отказавшись от нагнетания топлива в зону горения под давлением.
Первые исторические упоминания об использовании керосина в освещении относятся к 1846 году, когда Абрахам Геснер предложил использовать продукт перегонки угля для осветительных целей и указал на достоинства нового топлива: яркость и чистоту.
Сегодня трудно провести четкую границу между масляными и керосиновыми лампами. Тем не менее считается, что первые керосиновые лампы появились в 1853 году. В этом году австрийские аптекари Игнатий Лукасевич и Ян Зех во Львове начали использовать керосин в доработанной масляной лампе. В том же году свою конструкцию керосиновой лампы с плоским фитилем предложил Рудольф Дитмар из Вены. Его конструкция стала прототипом серийной керосиновой лампы, производство которой начали в США в 1856 году.
Традиционно до сих пор размеры керосиновых ламп, стёкол и фитилей к ним указываются в линиях. Например, диаметр лампового стекла в нижней части — 20 линий (50,8 мм). Лампа с шириной фитиля 7 линий (около 18 мм) получила название семилинейная керосиновая лампа или семилинейка.
Керосиновые фонари «Летучая мышь» выполняются в ветрозащитном исполнении. Название «Летучая мышь» происходит от слова «Fledermaus». Так называлась немецкая фирма, которая в XIX веке создала ветроустойчивый фонарь с керосиновой лампой. Позже так стали называть все подобные светильники.

## Конструкции

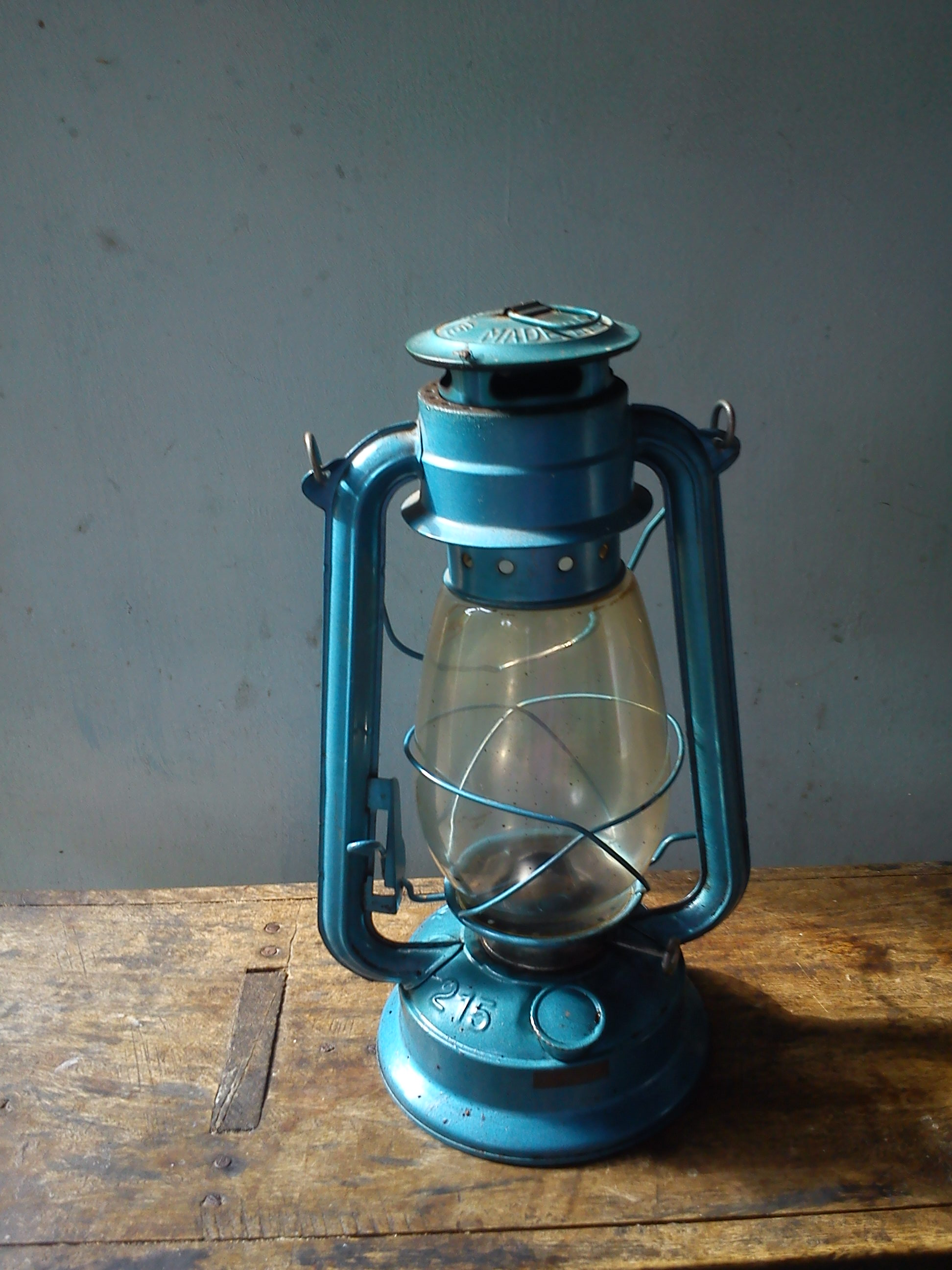
Фитильная лампа с подогревом воздуха

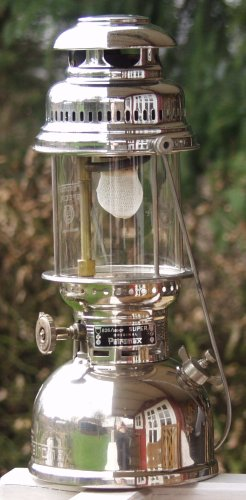
Калильная керосиновая лампа

Принцип действия лампы примерно такой же, что и у масляной лампы: в ёмкость заливается горючее вещество (керосин), откуда оно дозированно подается в зону горения. Горелка может быть оборудована средствами подачи воздуха и отвода продуктов сгорания, а также защитой пламени. Конструкция снабжается каркасом для переноски и подвески лампы.
В настоящее время известны несколько вариантов конструкции керосиновых ламп. В первую очередь это традиционные фитильные лампы с плоским или кольцевым фитилем, в которых жидкий керосин поднимается из резервуара к зоне горения за счет капиллярного эффекта. Фитильные лампы требуют частых правок выгорающего фитиля, для чего в них предусматривают соответствующую конструкцию. Регулировка высоты фитиля также позволяет регулировать яркость лампы. Неровные излишки фитиля необходимо периодически подрезать ножницами во избежание копоти. Фитиль обычно делают из хлопка. Существовали многочисленные разновидности фитильных ламп — с системой подогрева воздуха для улучшения горения, с защитой от пролива керосина при опрокидывании, ветростойкие лампы для уличного применения, взрывобезопасные рудничные лампы, лампы с отражателями и т. п.
Также известны калильные лампы, по конструкции близкие к примусу. В них керосин находится в резервуаре под давлением, создаваемым ручной помпой. По трубочке керосин поднимается в зону горения, где нагревается и испаряется. Далее трубочка ведёт пары топлива к горелке, где керосин сгорает, нагревая калильную сетку. Такие лампы горели существенно ярче благодаря более полному и быстрому сгоранию керосина и использованию калильных сеток. Широко известны примеры таких ламп, см. Petromax, Tilley lamp, Coleman Lantern.

## Эксплуатация
Чтобы керосин сгорал ровным пламенем, фитиль в верхней части немного подрезают острыми ножницами, убирая ту часть ткани, от которой поднимается вверх коптящий «язычок». При необходимости процедуру повторяют.

## Фотогалерея

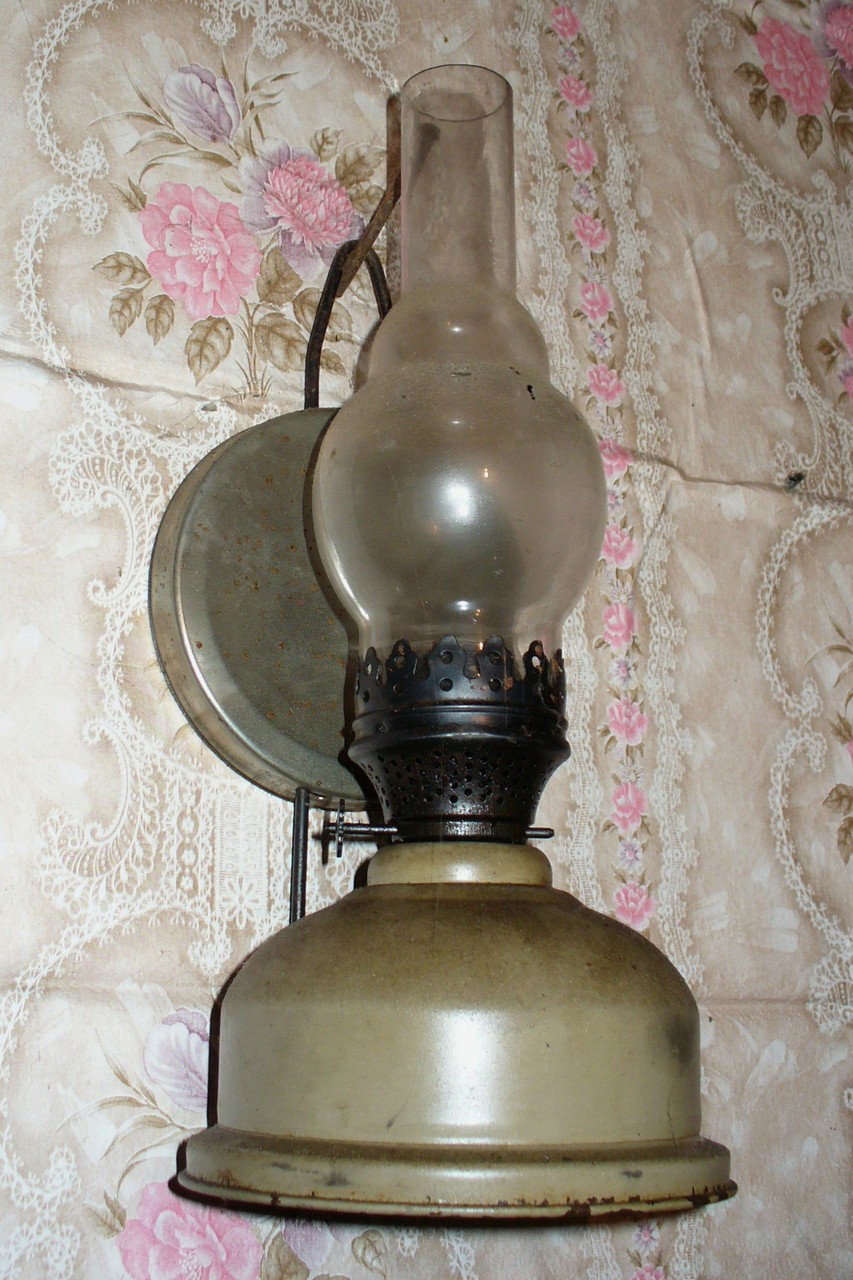
Лампа керосиновая стенная («стенник») с подвесом и рефлектором (отражателем)
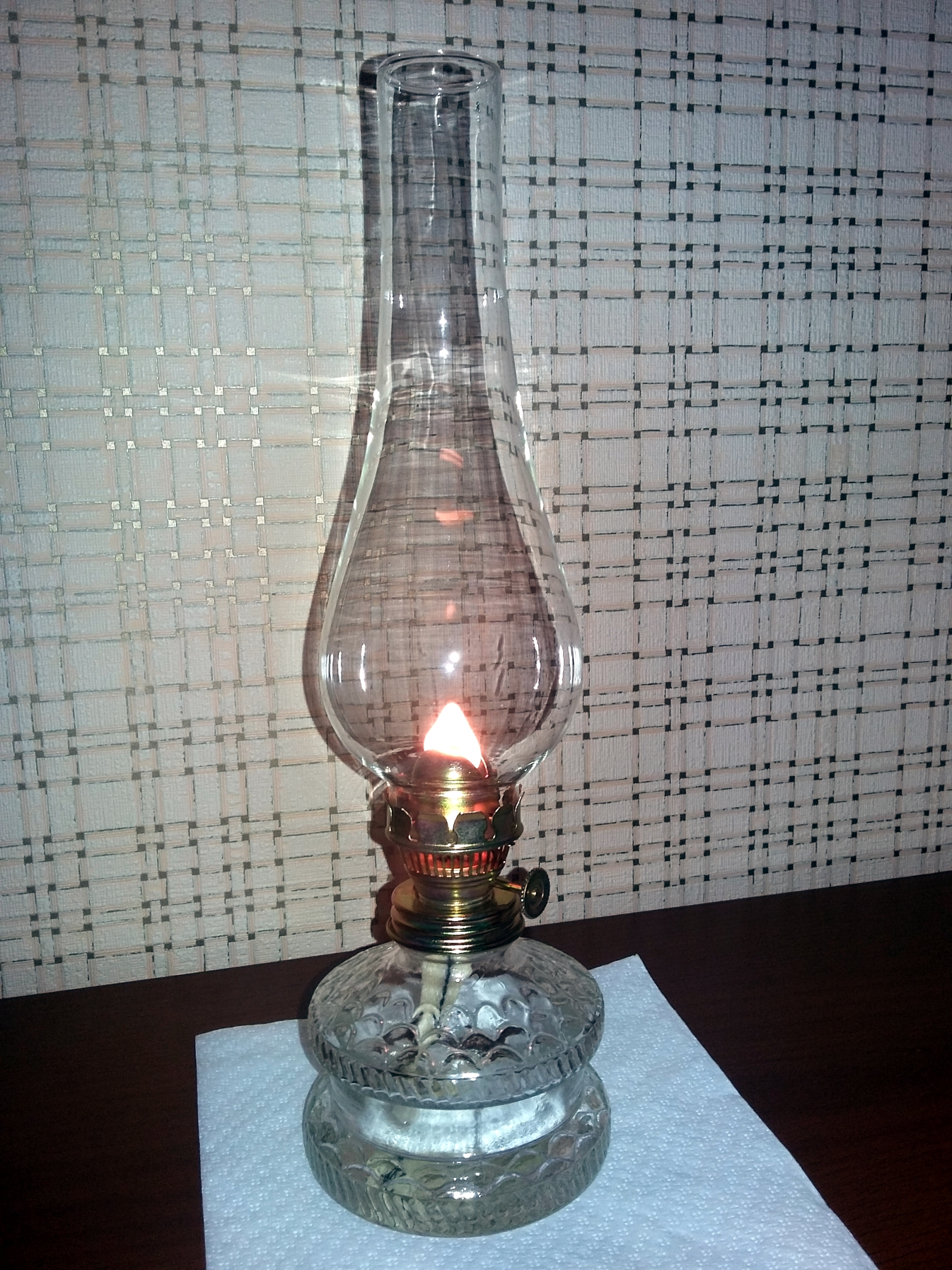
Аналогичная лампа со снятым отражателем и крепежом может использоваться в качестве настольной. На фото современная лампа чешского производства
Лампа керосиновая висячая с лирой и зонтом
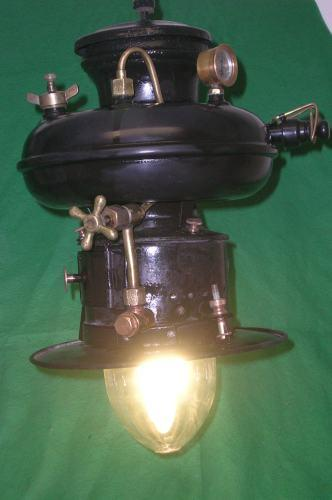
Потолочная калильная лампа
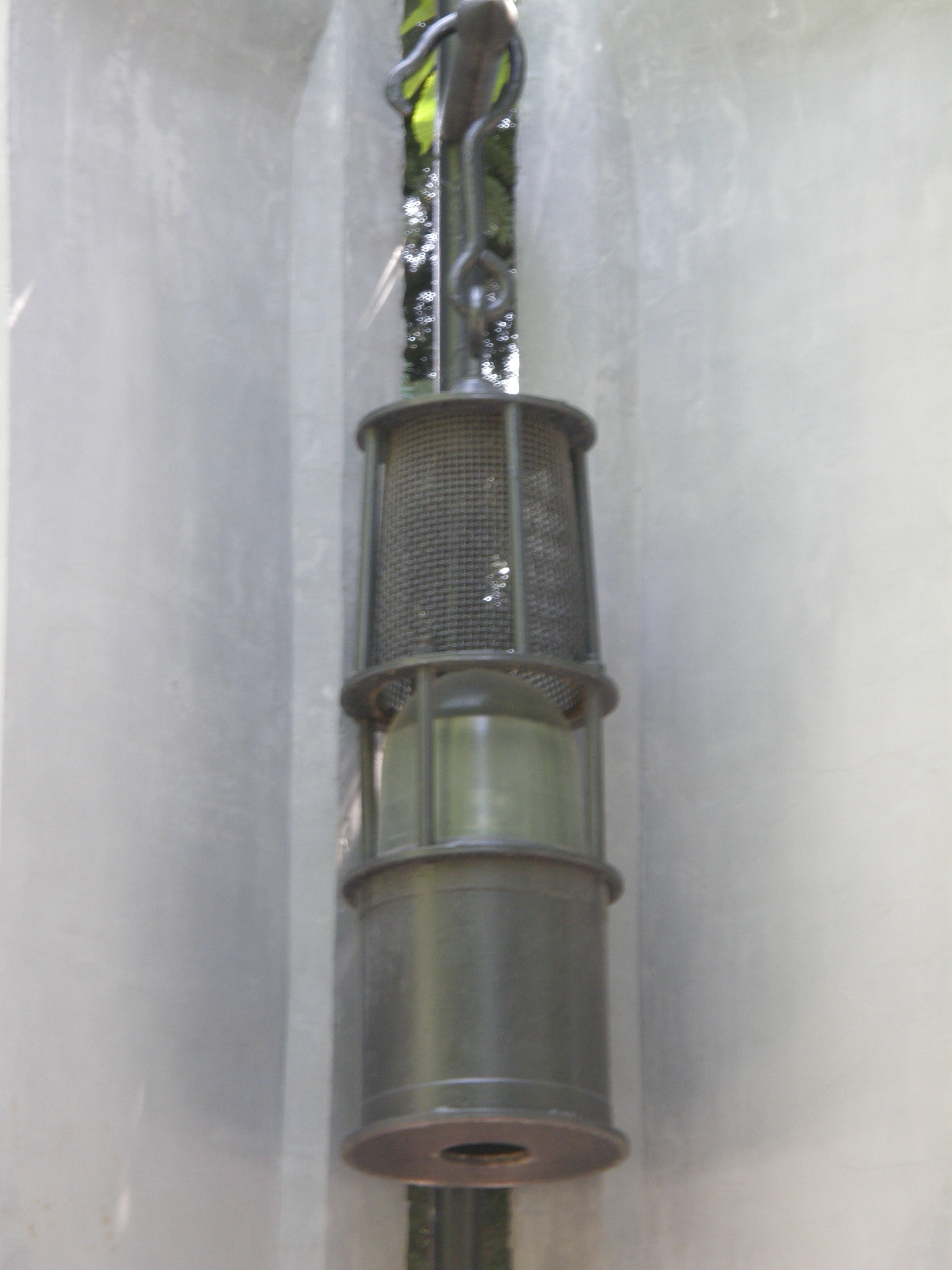
Рудничная взрывобезопасная лампа
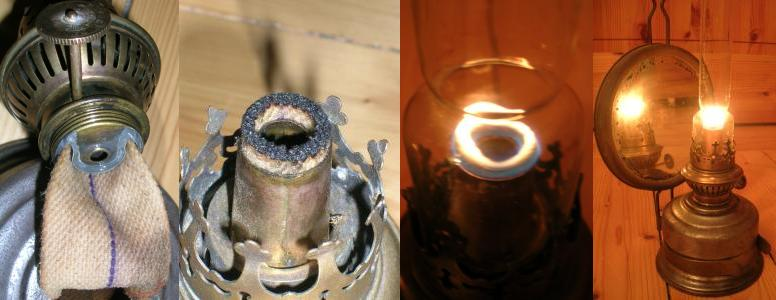
Кольцевой фитиль
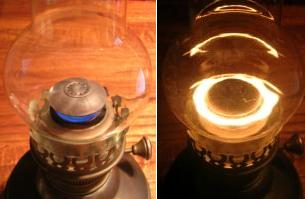
Кольцевая горелка
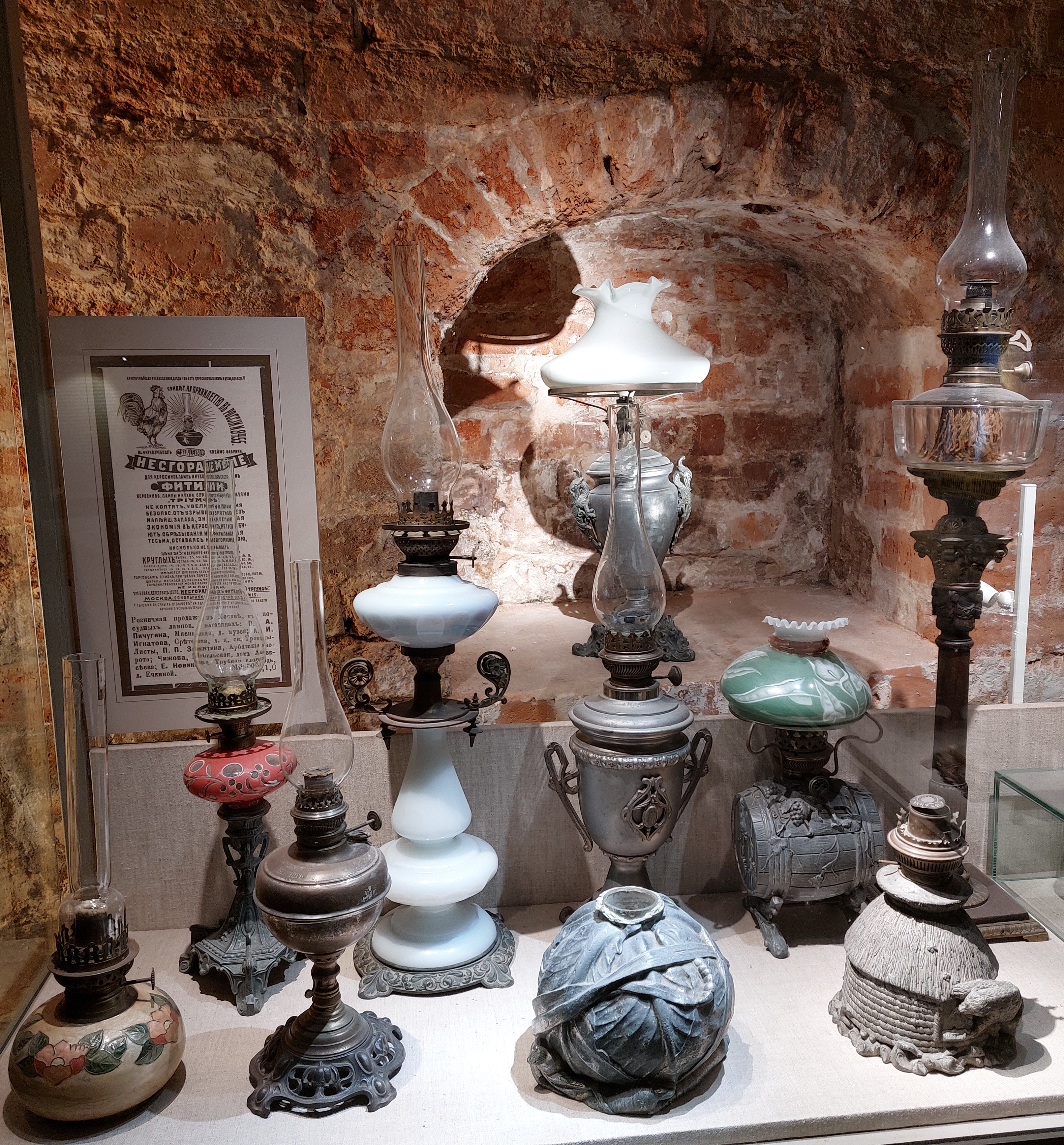
Разные модели керосиновых ламп